# Françafrique

Països considerats com a part de l'Àfrica francòfona
Països considerats, de vegades, com a part de l'Àfrica francòfona
Països no francòfons, però que són membres o observadors de la Francofonia

Françafrique és un terme que combina dues paraules, France (França) i Afrique (Àfrica), que s'utilitza per denotar la relació de França amb les seves antigues colònies africanes, i de vegades estesa a les antigues colònies belgues. El terme va ser emprat de forma positiva per Félix Houphouët-Boigny, president de Costa d'Ivori, en referència al creixement econòmic i estabilitat política d'aquest país. No obstant això, també és utilitzat per criticar la presumpta relació neocolonial entre França i les seves antigues colònies africanes. Els crítics afirmen que França s'ha convertit en guardiana de les seves antigues colònies africanes, protegint d'aquesta manera els seus interessos polítics i econòmics mentre rescata part de la seva identitat perduda i en fa un «pati del darrere» dins el continent africà, aprofitant que aquests països pateixen de feblesa política i institucional, guerres civils i terrorisme islàmic. Des de 2012 s'especula amb «el retorn de Françafrique».

## Concepte

### Origen de l'expressió
El terme Françafrique sembla haver estat utilitzat per primera vegada, de forma positiva, el 1955 per Félix Houphouët-Boigny, president de Costa d'Ivori, partidari de mantenir una estreta relació amb França, mentre accedia a la independència. Es creu que la cooperació entre Houphouët-Boigny i Jacques Foccart, conseller principal de política africana als governs de Charles de Gaulle i Georges Pompidou (1958-1974) va contribuir al "miracle ivoreny" del progrés econòmic i industrial.
El terme va ser utilitzat posteriorment per François-Xavier Verschave com el títol de la seva crítica de les polítiques franceses a Àfrica: La Françafrique, le plus long scandale de la République (Françafrique, l'escàndol més llarg de la República; ISBN 2-234-04948-2). Verschave i l'associació Survie, de la qual va ser president, van reutilitzar l'expressió d'Houphouët-Boigny per nomenar i denunciar els molts vincles ocults entre França i l'Àfrica. Més tard va definir Françafrique com "la criminalitat secreta en els graons superiors de la política i l'economia franceses, on una espècie de república subterrània s'oculta". Va dir que també significa "France à fric" (fric és una paraula d'argot per referir-se a "diners en efectiu"), i que "En el transcurs de quatre dècades, centenars de milers d'euros malversats de deute, ajuda, petroli i cacau o drenats a través dels monopolis importadors francesos, han finançat les xarxes polític-empresarials franceses (totes elles ramificacions de la principal xarxa neo-gaullista), els dividends dels accionistes, les grans operacions dels serveis secrets i les expedicions mercenàries". El 1996, en una entrevista per al periòdic francès Libération, el president de Gabon Omar Bongo va expressar en relació al seu país que "Gabon sense França és com un cotxe sense conductor, França sense Gabon és com un cotxe sense combustible". Aquesta frase podria resumir la política de Françafrique.

### Context històric

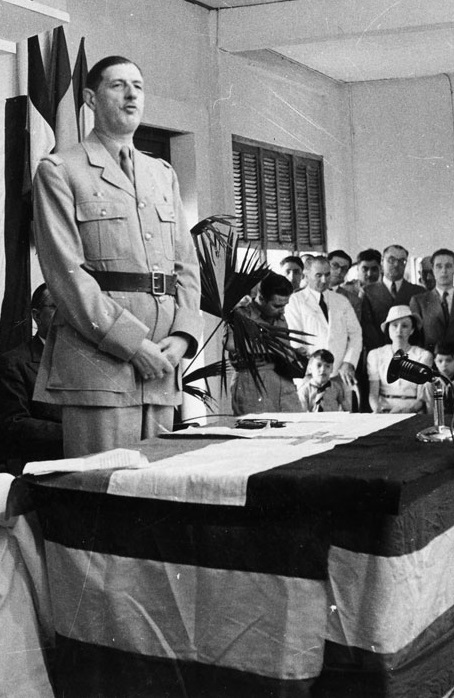
Charles de Gaulle a la inauguració de la Conferència de Brazzaville, 1944

Quan el president francès Charles de Gaulle va tornar al poder el 1958, els moviments descolonitzadors i altres forces internacionals van pressionar a França perquè donés la independència a les colònies franceses a l'Àfrica excepte Algèria, l'estatus de la qual estava separat. Mentrestant, De Gaulle va encarregar a Jacques Foccart, un dels seus amics més propers, de mantenir una dependència de facto. Per tant, de 1960 a 1974, Jacques Foccart va exercir la funció d'assessor principal del govern de França sobre política africana. Va ser reelegit el 1986 pel nou Primer Ministre, Jacques Chirac, per dos anys. Quan Chirac va guanyar la presidència el 1995, Foccart va ser cridat novament al Palau de l'Elisi com a conseller. Fins a la seva mort, Foccart mai va deixar de ser influent en les relacions diplomàtiques franc-africanes, i es considera que ell i De Gaulle van ser els pares fundadors de la relació neocolonial entre França i l'Àfrica. Al llarg de successius governs francesos fins a Sarkozy, la defensa del "pati del darrere" africà, malgrat l'evolució de formes i mètodes, ha seguit sent un alt imperatiu estratègic.
Inicialment, la política de Françafrique va ser motivada per tres preocupacions estratègiques:
- Econòmica: va proporcionar i va assegurar l'accés a matèries primeres estratègiques (petroli, urani, etc.) i va oferir punts d'inversió preferencial per a les empreses multinacionals franceses.
- Diplomàtica: va mantenir el declivi de França com una potència mundial amb una xarxa de països aliats que recolzen el vot dels francesos en les institucions internacionals.
- Política: va dissipar l'expansió comunista a Àfrica en recolzar règims anticomunistes i augmentant la presència de les bases militars franceses en el continent.

### Països involucrats
Françafrique inclou tota l'Àfrica francòfona, és a dir, les antigues colònies franceses i belgues d'Àfrica: Togo, República Democràtica del Congo, Ruanda, Senegal, Costa d'Ivori, Camerun, Burundi, Txad, Comores, Gabon, Burkina Faso, Madagascar, Benín, Tunísia, el Marroc, Guinea, Níger, Djibouti, Mali, República Centreafricana, Mauritània i Algèria. També inclou a d'altres països com Guinea Equatorial, on els francesos van guanyar influència després de la independència. No tots els països es veuen afectats per Françafrique en la mateixa mesura. En alguns països, les relacions entre els líders i les autoritats franceses és bastant propera mentre que en uns altres, la influència francesa és molt menor.

## Marc d'actuació
Darrere de la política de Françafrique s'amaguen interessos econòmics i geopolítics francesos. Els països involucrats proveeixen petroli i minerals importants per a l'economia francesa. A més, companyies franceses tenen interessos comercials a diversos països del continent. A més a més, els països francòfons d'Àfrica ajuden a sostenir la imatge de França com a potència mundial, en brindar-li vots de suport a les iniciatives franceses en l'ONU. En aquest sentit, mentre era ministre de l'interior de França, François Mitterrand va dir el 1957 que "Sense Àfrica, França no tindrà història al segle XXI".

### Àmbit polític
La política de Françafrique ha estat portada de manera separada des del Palau de l'Elisi a través d'una "cèl·lula africana" que opera de forma encoberta mitjançant contactes personals i una xarxa "subterrània" d'espies, militars, grans empreses, mafiosos i mercenaris, tot sense supervisió parlamentària. D'aquesta manera, el govern francès ha enderrocat governants oposats als seus interessos reemplaçant-los per governants afins. Sobre aquest tema, l'exministre d'Afers exteriors de França Jacques Godfrain va dir una vegada: "Un petit país [França], amb una petita quantitat de força, podem moure un planeta gràcies a les [nostres]... relacions amb 15 o 20 països africans...".

### Àmbit econòmic
Quan les antigues colònies franceses a l'Àfrica van obtenir la independència, França va crear una moneda: el franc CFA, el control del qual va ser encomanat als bancs centrals dels nous països. No obstant això, França és qui controla aquesta moneda. Segons un pacte signat amb la independència, cada país usuari del franc CFA havia de mantenir 85 % de les seves reserves de moneda estrangera en el tresor francès, podent accedir al 15 % restant. De requerir-se accés a un percentatge superior, s'havia de demanar un préstec a França, encara que amb restriccions. A més, els països francòfones d'Àfrica estan obligats a oferir a França en primera instància el dret a comprar recursos dels seus països, així com a oferir contractes amb el govern a companyies franceses en primera instància.

### Àmbit militar
Des de la independència de diverses d'aquestes colònies el 1960, França ha intervingut militarment en el continent més de 30 vegades, mantenint prop de 9000 efectius militars a diversos països de la regió, la majoria d'ells pertanyents a missions de pau de l'ONU. El 14 de juliol de 2013, tropes de 13 països africans van marxar amb els militars francesos durant la celebració del dia nacional a París per primera vegada des de la dissolució de les tropes colonials franceses.

## Françafrique avui
El juliol de 2010, els expresidents de les nacions francòfones de l'Àfrica van ser convidats a esmorzar en el Palau de l'Elisi amb el llavors president Nicolas Sarkozy. La invitació va comportar moltes crítiques. El president Sarkozy va dir que els presidents africans van ser convidats perquè el dia nacional simbolitzava els 50 anys d'independència d'aquests països. L'associació francesa Survie denuncià que França segueix buscant els seus propis beneficis, no els de l'Àfrica, malgrat que el president Sarkozy va oferir beneficis de pensions a tots els ex soldats en les seves colònies africanes. Malgrat que François Hollande (successor de Sarkozy en la presidència gal·la) va repetir la promesa del govern anterior de posar fi a Françafrique, les intervencions militars franceses a Mali, Txad i la República Centreafricana van posar en dubte aquest promesa, fins al grau de considerar-se-les com el retorn oficial de Françafrique. El 6 de febrer de 2015, França va posar en marxa AfricaFrance, una fundació dirigida per Lionel Zinsou i recolzada pel Ministeri francès d'Afers exteriors, amb l'objectiu de "rellançar" la relació entre França i l'Àfrica.
Malgrat els esforços de França per mantenir la seva influència a Àfrica, es troba en competència per part de la Xina que està desenvolupant en el continent una estratègia de guanyar-guanyar que ha atret considerablement l'interès als països africans, alguns dels quals han signat acords de cooperació amb la Xina i altres països emergents en assumptes militars i econòmics. Sota aquesta estratègia, Xina inverteix en infraestructura sota condicions financeres favorables als països africans a canvi d'accés a matèries primeres, amb l'objectiu de millorar la qualitat de vida de la població d'aquests països. Amb aquesta estratègia, Xina espera que les nacions africanes obtinguin la suficient estabilitat perquè en aquests països es generi una robusta classe mitjana que serveixi de mercat als productes xinesos. El 6 de juny de 2023, França vol seguir sent un "soci rellevant" a l'Àfrica malgrat la "retòrica antifrancesa", va dir la ministra d'Afers Exteriors, Catherine Colonna, mentre presentava la política exterior del país a l'Àfrica al Senat. Arxivat 2023-06-09 a Wayback Machine..